# Enith Brigitha
Enith Brigitha (n. 15 aprilie 1955, Willemstad, Curaçao) este o înotătoare olandeză, medaliată olimpică. A participat la 2 ediții ale Jocurilor Olimpice (1972, 1976) în care a câștigat două medalii de bronz.